# Scathophaga stercoraria
Scathophaga stercoraria é uma das mais familiares e abundantes moscas em muitas partes do hemisfério norte. Encontra-se muitas vezes em fezes de mamíferos, mais notoriamente de cavalos e vacas.